# 天使的水果糖
天使的水果糖是中嶋ちずな创作的日本漫画，于2011年8月24日起在FlexComix运营的网络漫画网站开始连载，2012年7月24日起在G-mode运营的网站上连载，并于2013年12月25日完结，共85话，每话的副标题是“うんと、○○”。
该作品于2012年12月宣布动画化，2013年5月12日播出。

## 登场人物
- 一花 ぼたん，声优 松嵜麗
- 従妹 しのぶ，声优 後藤麻衣
- うん，声优 五十嵐裕美
- 北枕 ひばち，声优 巽悠衣子
- 柳生 ももこ，声优 三澤紗千香